# Ioseba Fernandez
Ioseba Fernandez (* 22. Oktober 1989 in Iturmendi) ist ein spanischer Inline-Speedskater. Er begann im Alter von vier Jahren mit dem Inlineskaten. Beim Inline-Speedskating konzentriert er sich vor allem auf die Sprintstrecken.
Fernandez ist Welt- und Europameister im Inline-Speedskating. 2009 gewann er seine erste EM-Medaille bei den Senioren. 2011 wurde er in Zwolle zweimal Europameister über 200 m und 500 m. 2012 gewann er sein erstes WM-Gold bei  den Titelkämpfen in San Benedetto del Tronto über 200 m.
Fernandez hält den aktuellen Weltrekord im Inline-Speedskating über 200 m auf der Straße in 16,185 s.
Fernandez arbeitet als Fitness Trainer und lebt in Barañáin (Navarra).